# Schlüsselaustauschprotokoll
Ein Schlüsselaustauschprotokoll wird in der Kryptografie verwendet, um zwei oder mehreren Kommunikationspartnern einen gemeinsamen, geheimen Schlüssel zugänglich zu machen. Dies kann geschehen, indem jemand einen Schlüssel an alle beteiligten Partner überträgt oder indem während der Durchführung des Protokolls ein neuer Schlüssel erzeugt wird. Das Schlüsselaustauschprotokoll legt dabei die genaue Verfahrensweise fest. Der Schlüssel wird anschließend verwendet, um Nachrichten mittels symmetrischer Verschlüsselungsverfahren zu verschlüsseln und zu entschlüsseln.
Schlüsselaustauschprotokolle lösen das sogenannte Schlüsselverteilungsproblem, das darin besteht, den Kommunikationspartnern einen gemeinsamen, geheimen Schlüssel zugänglich zu machen.
Ursprünglich bestand die einzige Möglichkeit zur Lösung des Schlüsselverteilungsproblems darin, einen Schlüssel persönlich oder versiegelt durch einen Boten auszutauschen. Mit dem Auftauchen von Kommunikationsnetzwerken wurden Protokolle entwickelt, um zwischen zwei Parteien auf einem öffentlichen Weg einen Sitzungsschlüssel auszutauschen bzw. auszuhandeln. 
Bekannte Protokolle sind
- Merkles Puzzle wurde 1974 entdeckt, aber erst 1978 veröffentlicht, hier wird ein symmetrischer Schlüssel zwischen beiden Parteien ausgetauscht.
- Diffie-Hellman-Schlüsselaustausch wurde 1976 von Whitfield Diffie mit Martin Hellman veröffentlicht, das erste auf asymmetrischen Verfahren basierende System
- Needham-Schroeder-Protokoll, 1978 veröffentlicht, hier hat jede mit der gleichen vertrauenswürdigen dritten Partei einen gemeinsamen geheimen Schlüssel